# Wprowadzenie piłki z autu

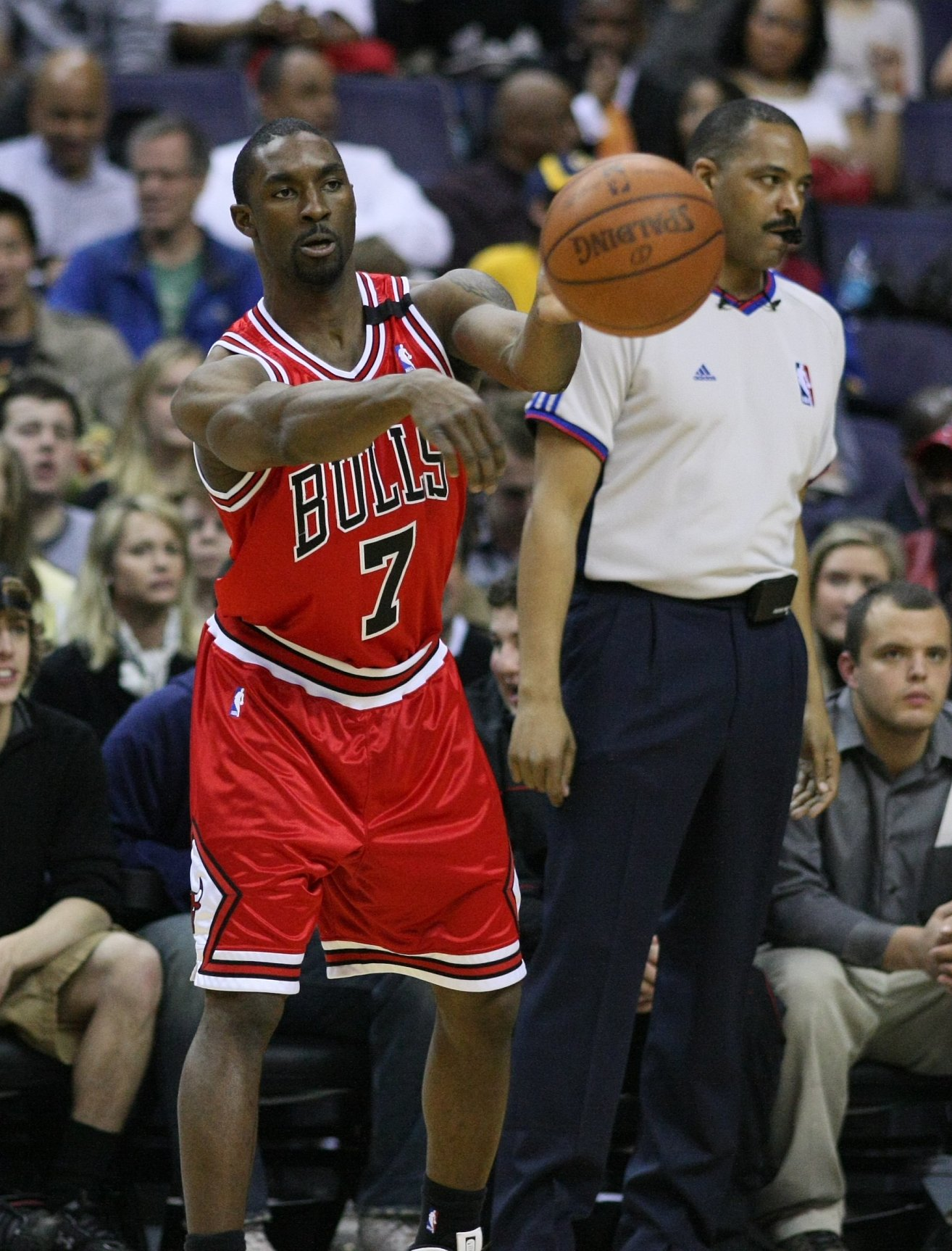
Zawodnik wprowadza piłkę z autu. Sytuację administruje sędzia.

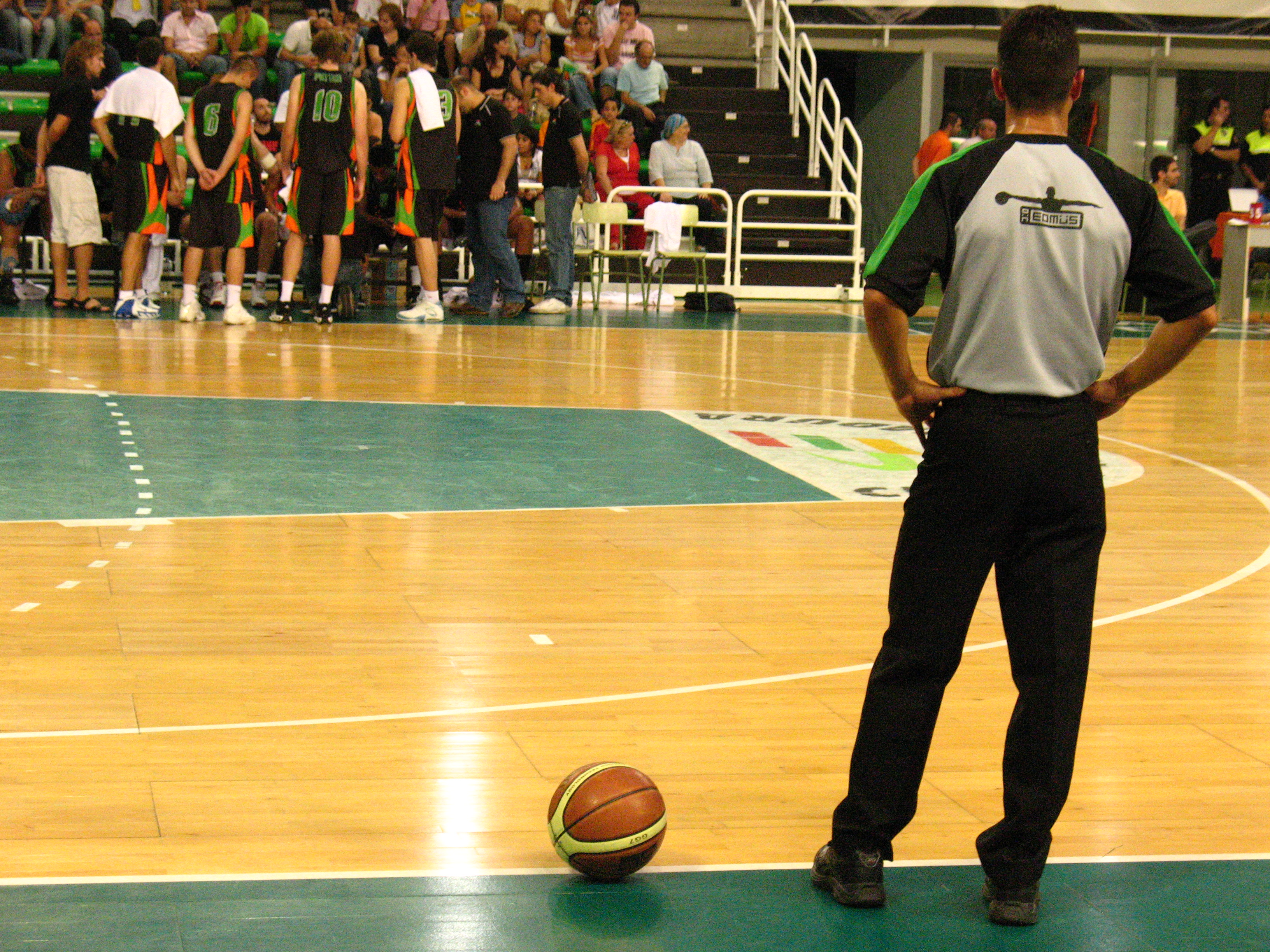
Sędzia oczekuje z piłką na aucie, aż zakończy się przerwa na żądanie, by administrować wprowadzenie piłki po wznowieniu gry

Wprowadzanie piłki z autu - (pot.: wybijanie piłki z autu lub wyprowadzanie piłki z autu, ang. the throw-in) to czynność polegająca na wprowadzeniu na boisko.

## ZasadyFIBA
Wg zasad FIBA jest to czynność polegająca na wprowadzeniu na boisko martwej piłki i jej ożywienie, po błędzie przeciwnika, celnym rzucie przeciwnika, na początku każdej kwarty lub w sytuacji rzutu sędziowskiego. Czynność ta podlega odpowiedniej procedurze administracji wprowadzenia piłki przez sędziego. Niektóre błędy normują z którego miejsca autu należy wprowadzić piłkę do gry.

### Zasada 1 metra
Odstęp między zawodnikiem wprowadzającym piłkę z autu a przeciwnikiem nie może wynosić mniej niż 1 metr. Jeśli zawodnik wprowadzający piłkę z autu ma dostatecznie wiele miejsca na cofnięcie się, do niego należy zachowanie odpowiedniego odstępu. Jeśli obszar poza boiskiem jest niewielki, to przeciwnik na boisku powinien się cofnąć do odległości 1 metra. Jeśli tego nie zrobi, może nakazać mu to sędzia poprzez słowne pouczenie.

### Procedura

#### Procedura zwyczajna
Podczas zwykłego wprowadzania piłki z autu administruje ją sędzia boiskowy (główny lub pomocniczy). Polega to na oficjalnym przekazaniu piłki do gracza mającego wprowadzić ją z autu. Od tego momentu ma on 5 sekund na wprowadzenie piłki na boisko, liczą się także wszystkie popełniane przez niego błędy. Zazwyczaj sędzia podaje zawodnikowi piłkę do rąk. Może ją jednak podać również kozłem. W wyjątkowych sytuacjach, jeśli sędzia oczekuje już z piłką na aucie, ale żaden zawodnik nie podchodzi, aby ją wprowadzić, sędzia może położyć piłkę na parkiecie na aucie, odsunąć się i wyraźnym ruchem ręki zacząć odliczać 5 sekund na wprowadzenie piłki.
Nawet jeżeli zawodnik z jakiejś przyczyny posiada już piłkę w rękach wcześniej, musi poczekać, aż obok niego stanie sędzia i musi wręczyć mu piłkę, aby sędzia mu ją oddał. Dopiero wtedy może wprowadzać piłkę do gry.

#### Procedura na rozpoczęcie każdej kwarty
Podczas wprowadzania piłki do gry, czynność ta jest administrowana zawsze tylko i wyłącznie przez sędziego głównego. Sędzia pomocniczy nie może administrować wprowadzenia piłki na rozpoczęcie którejkolwiek kwarty. W pozostałych przypadkach stosuje się procedurę zwyczajną.

#### Procedura bez udziału zawodników
Zazwyczaj w sytuacji wprowadzania piłki z autu lub rzutów wolnych sędzia podaje piłkę do rąk zawodnika. Jednak zgodnie z przepisami zawodnik nie musi trzymać piłki by rozpocząć jej posiadanie (i umożliwić odliczanie czasu 5 sekund)a jedynie "mieć żywą piłkę w swojej dyspozycji". Ten przypadek umożliwia sędziemu, który (w swojej ocenie) stwierdza, że zawodnicy celowo opóźniają procedurę wznowienia gry, położenie piłki na podłodze w miejscu jej wprowadzenia. W ten sposób piłka stanie się żywa, mimo braku kontaktu z zawodnikiem. Jeśli w ciągu 5 sekund od położenia piłki na podłodze przez sędziego nie zjawi się zawodnik na aucie i nie zdąży wprowadzić piłki, będzie to błąd 5 sekund i drużyna straci piłkę.

### Błędy podczas wprowadzania piłki

#### Błąd kroków
W momencie, gdy sędzia administrujący wprowadzanie piłki odda piłkę w ręce zawodnika wprowadzającego, zawodnik ten nie może już się przemieszczać. Może wykonać maksymalnie 1 krok. W przeciwnym razie popełni błąd kroków i piłkę do wprowadzenia z tego samego miejsca otrzyma przeciwnik.

#### Błąd przejścia
Zawodnik, który wprowadza piłkę, mając jeszcze piłkę w rękach stanie na boisku lub linii autu, popełni błąd przejścia. Piłkę do wprowadzenia z tego samego miejsca otrzyma przeciwnik.

#### Błąd 5 sekund
W momencie, gdy sędzia administrujący wprowadzanie piłki odda piłkę w ręce zawodnika wprowadzającego, zawodnik ten ma 5 sekund, aby podać piłkę do osoby na boisku. Jeśli z piłką w ręku będzie stał za linia autu dłużej niż 5 sekund, popełni błąd i piłkę do wprowadzenia z tego samego miejsca otrzyma przeciwnik. Błąd 5 sekund może zostać popełniony również wtedy, gdy żaden zawodnik nie podchodzi, by wprowadzić piłkę z autu, w wyniku sędzia odkłada piłkę na parkiet i odlicza 5 sekund.

#### Aut
Jeśli zawodnik wprowadzający piłkę z autu poda do innego zawodnika znajdującego się aktualnie na aucie, będzie to aut. Piłkę do wprowadzenia otrzyma przeciwnik z miejsca, w którym piłki dotknął zawodnik znajdujący się na aucie. Z kolei zawodnik za uporczywe przekraczanie linii autu bez potrzeby może zostać ukarany faulem technicznym.

### Miejsca do wprowadzania piłki
W wielu sytuacjach miejsce do wprowadzenia piłki do gry odpowiada najbliższemu miejscu za linią autu boiska od miejsca popełnienia błędu przez przeciwnika. Jednak niektóre sytuacje osobno określają z którego konkretnie miejsca należy wykonać wprowadzenie piłki do gry.
Piłkę można wprowadzać z:
- linii końcowej boiska
- linii autu boiska (z boku)
- z linii wprowadzenia
- z przedłużenia linii środkowej boiska

#### Wprowadzenie w wyniku faulu
Podczas pierwszego, drugiego, trzeciego lub czwartego przewinienia (faulu) danej drużyny wliczanego do fauli drużyny danej kwarty, przeciwnik nie otrzymuje do wykonania rzutów wolnych, lecz piłkę do wprowadzenia z autu z najbliższego miejsca przewinienia. Wyjątek stanowi faul podczas akcji rzutowej - wtedy jest on karany rzutami wolnymi.
Podczas piątego i każdego kolejnego faulu drużyny w danej kwarcie, piłka nie jest wprowadzana, lecz zawsze orzekane są rzuty wolne.

##### Wprowadzenie w wyniku faulu technicznego, niesportowego
W wyniku faulu technicznego lub niesportowego orzekane są odpowiednio rzuty wolne (1, 2 lub 3) z dodatkowym otrzymaniem piłki drużyny sfaulowanej z autu na wysokości linii rzutów wolnych. W takiej sytuacji pozostali zawodnicy nie ustawiają się przy obszarze ograniczonym w celu zebrania piłki z kosza podczas ostatniego rzutu wolnego, lecz ustawiają się za linią 6,75. Po rzutach wolnych piłka staje się żywa dopiero po wprowadzeniu jej z autu z wysokości linii rzutów wolnych.

## ZasadyNBA
Wg zasad NBA jest to zespół czynności wykonywanych przez zawodnika z piłką znajdującego się za linią autu, mających na celu wprowadzenie piłki do gry na boisko.
Uznaje się, że wprowadzenie piłki rozpoczyna się w momencie, gdy upoważniony do tego zawodnik ma piłkę w swojej dyspozycji. Zawodnik ten ma pięć sekund na wypuszczenie tej piłki na boisko do gry, od momentu rozpoczęcia wprowadzania piłki. Dopóki piłka nie przekroczy linii autu, żaden zawodnik nie powinien mieć żadnej części swego ciała nad linią autu, a zawodnicy z drużyny nie powinni zajmować pozycji równoległych lub przyległych do linii końcowych boiska, jeśli przeciwnik chce zająć jedną z tych pozycji. Obrońca powinien mieć prawo do znajdowania się pomiędzy zawodnikiem, którego kryje, a koszem.
W przypadku, gdy w wyniku wprowadzania piłki do gry, piłka znalazła się poza liniami ograniczającymi boisko, a żaden zawodnik nie miał z nią fizycznego kontaktu, powinno nastąpić wznowienie z tego samego miejsca wprowadzenia.
Po celnym rzucie z gry lub ostatnim rzucie wolnym w wyniku faulu osobistego, dowolny zawodnik drużyny która straciła punkty, powinien wprowadzić piłkę do gry z autu, z linii końcowej boiska tej połowy boiska, na której punkty zostały zdobyte. Podanie następuje zza linii końcowej boiska, jednak wciąż obowiązuje reguła 5 sekund na wprowadzenie piłki do gry. Ta reguła dotyczy również zawodnika drużyny z posiadaniem podczas rozpoczęcia drugiej, trzeciej lub czwartej kwarty.
Po naruszeniu przepisów podczas rzutów wolnych przez rzucającego lub zawodników z jego drużyny, przeciwnik wprowadza piłkę z autu z wysokości wyimaginowanego przedłużenia linii rzutów wolnych.
Wprowadzając piłkę do gry z autu po stronie pola ataku, nie jest dozwolone wprowadzenie jest na pole obrony. W sytuacji naruszenia przepisów na środku boiska lub na polu obrony, piłka do wprowadzenia zostaje przyznana drużynie przeciwnej z wysokości linii środkowej boiska i musi zostać podana na pole ataku. Wyjątek od zasady wprowadzania piłki na pole ataku stanowi sytuacja w której do końca IV kwarty lub dogrywki pozostało 2 lub mniej minut. Wtedy dozwolone jest wprowadzenie piłki do gry w dowolne miejsce na boisku (nie zostaje to uznawane za błąd powrotu piłki na pole obrony). Jednakowoż, jeśli piłka została wprowadzona z intencją wejścia w posiadanie na polu ataku, a zawodnik ataku na boisku zawodzi i powoduje przemieszczenie piłki na pole obrony, jego drużyna nie może dotknąć pierwsza tej piłki.
Wprowadzenie podczas którego piłka dotyka podłogi lub jakiś obiekt na lub poza linią autu, albo dotyka cokolwiek znajdującego się poza powierzchnią gry jest błędem. Piłka musi zostać wprowadzona bezpośrednio na boisko. Wyjątek stanowi sytuacja, w której zawodnik wprowadzający piłkę po celnym rzucie, jest zawodnikiem drużyny, która była w posiadaniu piłki na rozpoczęcie danej kwarty – może wtedy podać piłkę do zawodnika z drużyny za linią końcową boiska. Karą za złamanie reguły jest utrata piłki na rzecz przeciwnika, który powinien ją wprowadzić z tego samego miejsca.